# Malaltia intersticial difusa del pulmó
Les malalties intersticials difuses del pulmó (o malalties pulmonars intersticials difuses, a vegades abreviades com MPID, o simplement malalties pulmonars intersticials) són un grup heterogeni de malalties d'etiologia inflamatòria amb manifestacions clíniques, radiològiques i funcionals respiratòries similars que afecten sobretot a l'estructura alveolointersticial del pulmó, a més de, a vegades, petites vies aèries, artèries i venes pulmonars.
L'etiologia és molt variada, amb més de 150 causes distintes conegudes que sols suposen 35% dels casos.

## Classificació

### Idiopàtiques
- Fibrosi pulmonar idiopàtica
- Pneumònia intersticial aguda
- Pneumònia intersticial no específica
- Bronquiolitis respiratòria associada a MPID
- Pneumònia intersticial descamativa
- Pneumònia organitzada criptogenètica
- Pneumònia intersticial limfoblàstica

### Primàries
- Sarcoïdosi
- Microlitiasi alveolar
- Limfangioliomiomatosi
- Eosinofília pulmonar
- Histiocitosi per cèl·lules de Langerhans
- Amiloïdosi

## Patogènesi
Aquest grup de malalties té una patogènesi similar. Sempre existeix un agent causal que provoca un dany repetit de l'epiteli alveolar que secreta mediadors de la inflamació per cèl·lules inflamatòries i parenquimatoses. Aquests mediadors provoquen una inflamació crònica alveolar (alveolitis) que donarà lloc a fibrosi.
Malgrat això, cal dir que no totes les MPID donen fibrosis pulmonar, i que certs factors modulen la fibrosi, com poden ser la natura de la noxa, la integritat de la membrana basal de l'interstici pulmonar, els gens o l'estat immune del pacient.

## Anatomia patològica
Davant tot aquest ventall de malalties, a l'hora d'un examen anatomopatològic ens trobem que les característiques histològiques són semblants, el que indica que estem davant d'una acció similar de les noxes. Podem trobar un infiltrat inflamatori intersticial i alteracions morfològiques del teixit connectiu pulmonar (alveolitis), a part de lesions de les estructures veïnes (pleura, vasos, bronquis...) en algunes malalties. Poden aparèixer també lesions més específiques, com granulomes (sarcoïdosi i pneumonitis per hipersensibilitat). A banda de l'alveolitis, també podem trobar edema intersticial i exsudat fibrinós als espais alveolars, amb hiperplàsia dels pneumòcits tipus II.
La fibrosi pulmonar es caracteritza per la desestructuració del teixit connectiu pulmonar que dona una obliteració dels espais alveolars. Si és extensa, es denomina estadi final, només es poden distingir petits quists aeris separats per una gran quantitat de teixit fibrós (l'anomenat pulmó en bresca). El pulmó és de mida petita i de consistència augmentada. A més, també es poden veure lesions vasculars (engruiximent de la paret i obliteració de la llum).

## Clínica
El quadre clínic es caracteritza per dificultat respiratòria en esforç i tos seca, de curs insidiós. A vegades el curs és d'inici subagut, acompanyada de febre i altres símptomes sistèmics.
En les fases inicials, els malalts de MPID poden romandre asimptomàtics o romandre amb dispnea amb radiografia de tòrax normal.

## Tractament
Depèn del tipus de malaltia, però en les d'etiologia coneguda cal evitar l'agent causal. En el tractament del component inflamatori de la malaltia s'empren glucocorticoides o immunodepressors a dosis variables. Per a la fibrosi no hi ha fàrmacs efectius. En els casos en amb hipertensió pulmonar, els pacients es poden beneficiar de tractaments amb oxigenoteràpia i vasodilatadors. En casos sense resposta al tractament i progressió de la malaltia es pot valorar el trasplantament pulmonar.